# Parencoelia myriostylidis
Parencoelia myriostylidis är en svampart som först beskrevs av Rehm, och fick sitt nu gällande namn av W.Y. Zhuang 1988. Parencoelia myriostylidis ingår i släktet Parencoelia och familjen Helotiaceae.   Inga underarter finns listade i Catalogue of Life.